# Husayn Sufi
Husayn Sufi ibn Yanghadai (+ 1371) fou amir (a vegades esmentat com a xah) de Coràsmia vers 1360 a 1371. Pertanyia a la tribu turca dels kungrats, i a la família descendent d'Aq Sufi (sufi blanc), una família considerada molt orgullosa.

## Fundació de la dinastia
A l'entorn del 1360 Husayn Sufi es va instal·lar a Coràsmia, on no hi hvia destacaments de l'Horda occidental dita de Kiptxak, i va fundar la dinastia. Tot i que nominalment el territori (o al menys gran part) correspondia al kan de l'Horda occidental, el kan de Mogolistan també el reclamava. El 1362, quan Tamerlà va estar a Coràsmia com a guerrer errant que va lluitar per la vida en l'anomenat desert de les sorres vermelles, Husayn Sufi ja governava el territori i es titulava amir o senyor de Khivà i Urganj i de la mar de Coràsmia (mar d'Aral). La capital era Urganj, un centre de comerç florent a la zona de la desembocadura del Amudaryà, amb unes altes muralles. El 1370 va anar a Balkh a felicitar a Tamerlà per la seva victòria).

## Hostilitat contra Transoxiana
En endavant va donar mostres de distanciament amb el govern de Transoxiana enviant tropes per saquejar part del territori de Mawara al-Nahr. El 1371 Tamerlà va tenir notícies que Husayn Sufi havia entrat a territori de Mawara al-Nahr i havia efectuat saquejos, quan alguns religiosos i notables de Coràsmia es van queixar afirmant que els districtes de Khivà i Kath (la part sud dels territoris sota control de Husayn Sufi) havien estat des de temps immemorial del kanat de Txagatai i que si ara els tenia Husayn Sufi es perquè els havia trobat sense amo i havia pres possessió de tot el país i exercia una tirania opressiva sobre els habitants. Timur pensava dirigir-se al Khurasan, però ho va haver de posposar per resoldre l'afer de Coràsmia.

## Negociacions per evitar la guerra
Va enviar unb ambaixador, el tavachi Alafi Kutxin, que va reclamar la evacuació de Khivà i Kath a lo que Husayn Sufi va respondre que els havia conquerit amb l'espasa i amb l'espasa se li haurien de prendre. Alafi va informar a Timur que va decidir anar contra Coràsmia (1371). El mufti Mawla Jalal al-Din va demanar a Timur que el deixés intentar una mediació, i Timur hi va consentir; Jalal al-Din va viatjar a Coràsmia i va intentar convèncer a Husayn de deposar la seva actitud però no ho va aconseguir. Quan Timur en fou informat va decidir procedir a l'expedició.

## Conquesta de Kath
Timur va sortir de Samarcanda on va deixar com a governador a l'amir Saif al-Din Barles. Seguint paral·lels al Sihun van arribar a Bukharà. La divisió d'avantguarda (keravu) va marxar immediatament per la zona, on hi havia saquejos, i va fer fugir a l'enemic i van fer un bon nombre de presoners que foren executats. Els que van escapar es van refugiar a la fortalesa de Kath, el governador de la qual era Bayram Yusavul, amb el cadi Shaikh Muvayd com a notable principal de la ciutat, i es van tancar a la fortalesa que fou assetjada. Timur va ordenar assaltar Kath sense maquines de guerra; la rasa seca fou omplerta de brossa i terra i es van utilitzar escales. Shaikh Bahadur va intentar escalar les muralles i va llançar una corda (kumund) que fou tallada però va insistir i recolzat per Jahan Pahlawan, va poder pujar la paret; les tropes van fer un assalt general. Aleshores el governador va demanar quarter i Timur li va concedir un quart, però ja tota la riquesa de la fortalesa fou objecte del saqueig dels soldats. Tots els homes foren passats a ganivet i les dones (esposes i filles) foren venudes com esclaves.

## Batalla d'Urganj
Timur va passar tres dies a Kath i després va anar a Urganj, el setge de la qual requeria maquinaria de guerra; va enviar als amirs Ghiyath al-Din i Aljaitu Apardi, amb dos divisions, per atacar els flancs de l'exèrcit de Husayn Sufi, i el va atacar amb el cos principal dirigit per Ky Khuseru Khuttelani; van entrar a la plana de Coràsmia. Husayn Sufi va enviar un ambaixador a demanar perdó i a dir que en el futur seria obedient.
Timur el va perdonar però no se’n refiava i va confessar a Ky Khuseru que li calia tenir la fortalesa de Coràsmia per seguretat del regne de Transoxiana. Ky Khuseru, que planejava una revolta, va enviar un missatge a Husayn Sufi aconsellant-lo no entregar la fortalesa a Timur, però que si sortia amb les seves tropes i presentava batalla, ell mateix se li uniria amb totes les seves forces (10.000 homes). El príncep de Coràsmia finalment va sortir amb el seu exèrcit de Urganj avançant fins a la riba del riu Karan a uns 2 farsakhs (entre 6 i 10 km) de la fortalesa. Però Timur va enviar a Ky Khuseru amb les seves forces a una posició per tallar la comunicació entre l'exèrcit de Husayn Sufi i la fortalesa el que li impedia actuar durant la batalla. Va ordenar a l'amir Muvayad Arlat pujar el riu amb la seva divisió, i després creuar, i al mateix temps va enviar Khetay Bahadur al riu, per efectuar el pas per sobre d'aquest, i Ak Timur li va ordenar creuar amb la seva divisió davant l'enemic; les tres divisions van passar el riu amb els seus cavalls quasi nedant i van arribar a la riba oposada amb seguretat, excepte Aylchy Bahadur, que va caure del seu cavall i es va ofegar. Quan Timur anava a avançar cap al riu, Muhammad Selduz el va aturar (no es tasca del príncep combatre, li va dir) i va agafar el estendard i es va acostar al riu; quan les divisions van veure l'estendard es va iniciar la batalla. Husayn Sufi veient la situació desesperada de les seves tropes, va fugir sol cap el fort de Urganj. Els soldats victoriosos de Timur van posar setge a la fortalesa i, en molt poc temps, van estar molt prop de conquerir-la.

## Mort de Husayn Sufi
Husayn Sufi va morir llavors de causes naturals (de desesperació, diu Yazdi) i el va succeir el seu germà Yusuf Sufi que tot seguit va enviar la seva espasa i va manifestar el seu dolor per tot el que havia passat declarant la seva obediència i fidelitat a Tamerlà.